# Les Exilés de Kifa
Les Exilés de Kifa est la vingt-troisième histoire de la série Yoko Tsuno de Roger Leloup. Elle est publiée pour la première fois du no 2736 au no 2760 du journal Spirou, puis en album en 1991.

## Univers

### Synopsis
À la suite d'un incident impliquant une sonde pilotée par un petit robot, Yoko retourne dans la cité des Archanges de Vinéa, où l'ancienne reine Hégora se réveille momentanément pour réparer le robot nommé Myna et lui apprendre qu'elle possède désormais un vaisseau spatial. Khâny leur annonce alors que le conseil supérieur de Vinéa a décidé de détruire la cité de Kifa où Myna et ses semblables ont été exilés.
Accompagnée de Myna, Yoko se rend à l'aide de ce vaisseau et de son conseiller technique intégré, Akhar, sur la cité spatiale de Kifa, qui menace de s'écraser sur la planète Vinéa. Elle s'y trouve confrontée à l'immortel Gobol, qui tire sa puissance d'un fragment de vinadium. Mais Kifa est en ruine, à la suite d'un défaut de construction elle se désagrège. Un tiers de la station reste intacte sous l'action du vinadium. Lyco pour se venger de la mort de Myna détruit le diffuseur de vinadium ce qui entraine la dégénérescence de Gobol et la fin de Kifa. 
Yoko fuit la cité dans le vaisseau de Gobol, emportant le vinadium et les survivants du peuple de Myna. Elle se retrouve dès lors détentrice d'un nouveau vaisseau spatial, qu'elle baptise le Ryu.

### Personnages

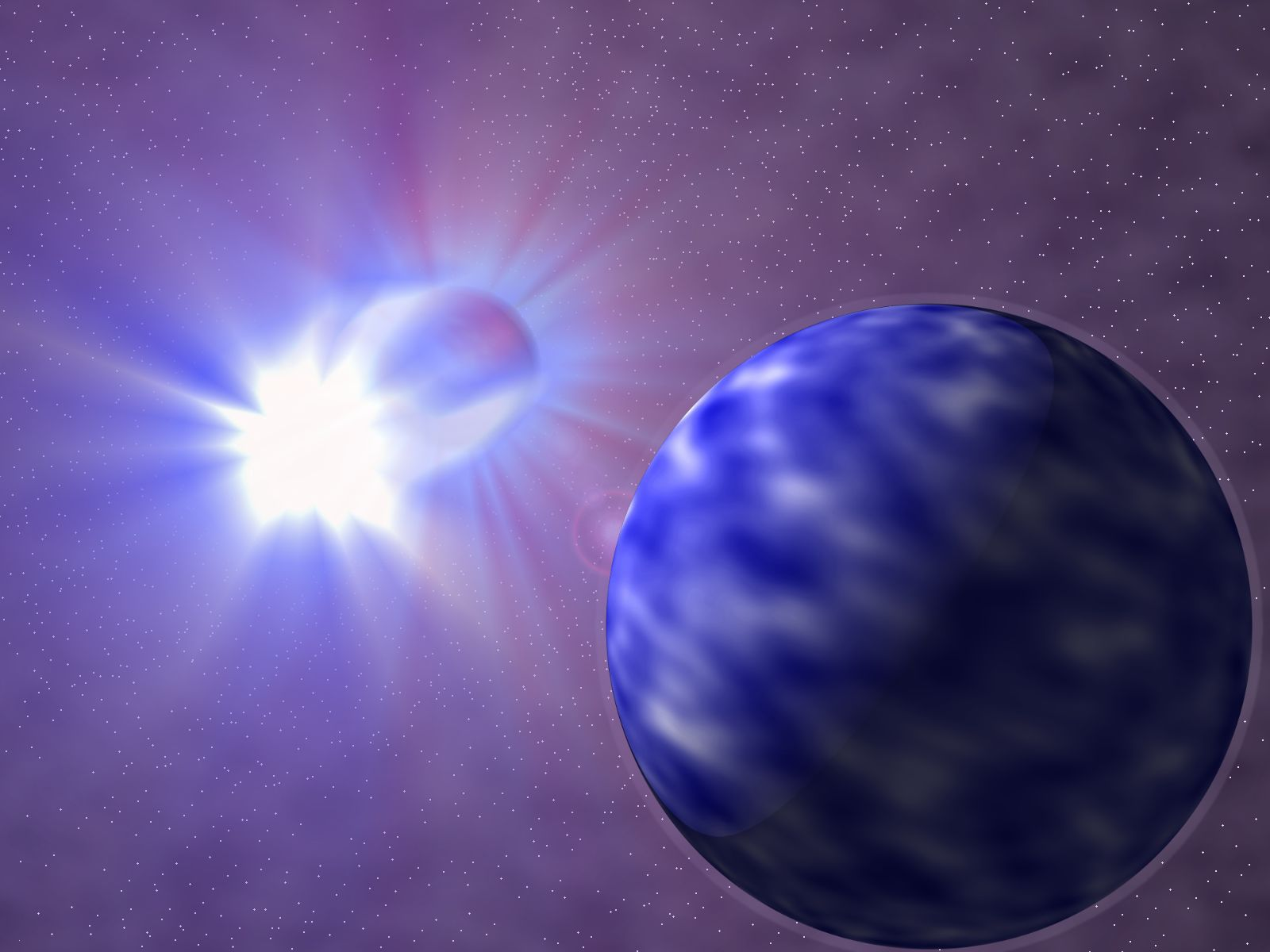
La planète Vinéa.

| Trio                                                   | Alliés Vinéens | Adversaires Vinéens | Robots                          |
| ------------------------------------------------------ | -------------- | ------------------- | ------------------------------- |
| - Yoko Tsuno - Vic Vidéo - Pol Pitron - Rosée du matin | - Khâny - Poky | - Balky - Gobol     | - Hégora - Myna - Akhar - Tryak |

### Lieux
- Vinéa :
  - centre de surveillance de l'hémisphère nord de Vinéa
- Kifa

## Publication

### Revues
Il a été prépublié dans le journal Spirou numéros 2736 à 2760 du 19 septembre 1990 au 3 mars 1991.

### Album
Cette histoire est publiée en album pour la première fois en 1991 chez Dupuis et connaitra diverses rééditions par la suite. En 2008, elle est intégrée au sixième volume de l'Intégrale Yoko Tsuno, Robots d'ici et d'ailleurs,.